# Regiones di Giapeto
Segue una lista delle regiones presenti sulla superficie di Giapeto. La nomenclatura di Giapeto è regolata dall'Unione Astronomica Internazionale; la lista contiene solo formazioni esogeologiche ufficialmente riconosciute da tale istituzione.
Le regiones di Giapeto portano i nomi di astronomi.

## Prospetto
| Regio         | Eponimo                                                                   | Latitudine | Longitudine | Diametro |
| ------------- | ------------------------------------------------------------------------- | ---------- | ----------- | -------- |
| Cassini Regio | Giovanni Cassini – Astronomo italiano (1625-1712). Scopritore di Giapeto. | 28,1° S    | 92,6° W     | n.d.     |